# Sacosperma paniculatum
Sacosperma paniculatum là một loài thực vật có hoa trong họ Thiến thảo. Loài này được (Benth.) G.Taylor miêu tả khoa học đầu tiên năm 1944.